# R·A·萨尔瓦多
R·A·萨尔瓦多（R. A. Salvatore，全名Robert Anthony Salvatore，1959年1月20日—）是美国的一个小说家，以撰写奇幻小说著名。其笔下最受欢迎的角色是《黑暗精灵三部曲》中的主人公黑暗精灵崔斯特。
在大学期间，他在约翰·罗纳德·瑞尔·托尔金小说《魔戒》的影响下把专业从信息科学转为新闻。1981年在费区堡州立学院获得传播学学士学位，随后又获得英文学士学位。1982年开始写作，后来出版的《第四魔法之回音》（Echoes of the Fourth Magic）就是從這時开始撰写的。
萨尔瓦多的处女作是TSR在1988年推出的《碎魔晶》（The Crystal Shard）。1990年萨尔瓦多正式成为专职作家。之后他撰写了许多奇幻小说。
1997年，他的信件、剧本和小说都被收藏在母校的萨尔瓦多图书馆。

## 兴趣爱好
萨尔瓦多非常喜欢玩纸上角色扮演游戏，每周日都会和朋友玩这些游戏。甚至成立了自己的公司七剑客。1999年TSR为此推出了他们为冰风谷所撰写的冒险游戏模组《诅咒之塔》。

## 著作
- 《黑暗精靈三部曲》(The Dark Elf Trilogy)

1. 《故土》（Homeland,1990)
2. 《流亡》（Exile,1990）
3. 《旅居》（Sojourn,1991）

- 《冰風谷三部曲》(The Icewind Dale Trilogy)

1. 《碎魔晶》（The Crystal Shard,1988）
2. 《白銀溪流》（Streams of Silver,1989）
3. 《半身人的魔墜》（The Halfling's Gem,1990）

- 《血脈系列》（Legacy of the Drow）- 這是他為TSR所撰寫的第一本精裝版小說

1. 《血脈》（The legacy,1992）
2. 《無星之夜》（Starless Night,1993）
3. 《暗軍突襲》（Siege of Darkness,1994）
4. 《破曉之路》（Passage to Dawn,1996）

- 《牧師五部曲》（The Cleric Quintet）

1. 《黑暗頌歌》（Canticle,1991)
2. 《蔭林暗影》（In Sylvan Shadows,1992）
3. 《影夜假面》（Night Masks,1992）
4. 《淪城要塞》（The Fallen Fortress,1993）
5. 《渾沌詛咒》（The Chaos Curse,1994）

- 《黑暗之途系列》（Paths Of Darkness）

1. 《無聲之刃》（The Silent Blade,1998）
2. 《世界之脊》（The Spine of the World,1999）
3. 《劍刃之海》（Sea of Swords,2001）

- 《傭兵系列》（The Sellswords）

1. 《魔晶僕從》（Servant of the Shard ,2000）
2. 《巫王的承諾》（Promise of the Witch-King ,2005）
3. 《族長之路》（Road of the Patriarch ,2006）

- 《獵人之刃三部曲》（The Hunter's Blades Trilogy）

1. 《千獸人》（The Thousand Orcs,2002）
2. 《孤身卓爾》（The Lone Drow,2003）
3. 《雙刃》（he Two Swords,2004）

- 《變遷三部曲》（Transitions）

1. 《獸人王》（The Orc King,2007）
2. 《海盜王》（The Pirate King,2008）
3. 《鬼魂王》（The Ghost King,2009）

- 《絕冬城系列》（The Neverwinter Saga）

1. 《岡卓格朗》（Gauntlgrym,2010）
2. 《絕冬之地》（Neverwinter,2011）
3. 《卡倫之爪》（Charon's Claw,2012）
4. 《最後的試煉》（The Last Threshold,2013）

## 外部連結
- 官方网站
- R. A. Salvatore at Fantastic Fiction （页面存档备份，存于）
- 網路推理小說資料庫上的R·A·萨尔瓦多
- R. A. Salvatore在国会图书馆管理局的纪录，有138条目录纪录
- .   [April 6, 2018]. （原始内容存档于2005-02-21）.